# 3909 Gladys
3909 Gladys је астероид главног астероидног појаса са средњом удаљеношћу од Сунца која износи 2,611 астрономских јединица (АЈ).
Апсолутна магнитуда астероида је 12,1.